# Stallsjön, Västergötland
Stallsjön är en sjö i Skara kommun i Västergötland och ingår i Göta älvs huvudavrinningsområde. Stallsjön ligger i Höjentorp-Drottningkullen Natura 2000-område. Den 3 kilometer långa Vandringsled Höjentorp passerar sjön och en anlagd grillplats finns mellan Stallsjön och Ormsjön.

## Galleri

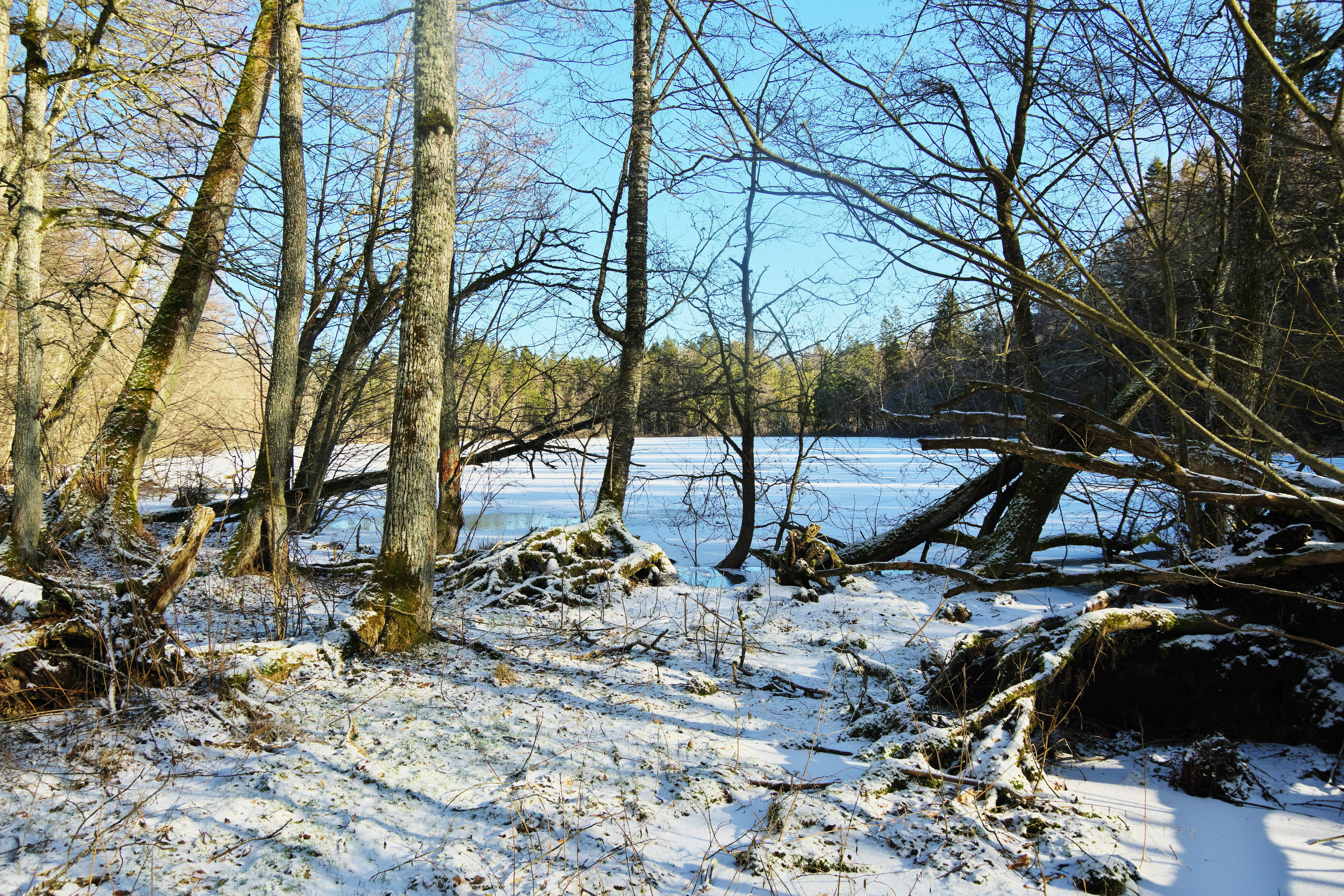
Sjön är omgiven av ädellövskog.
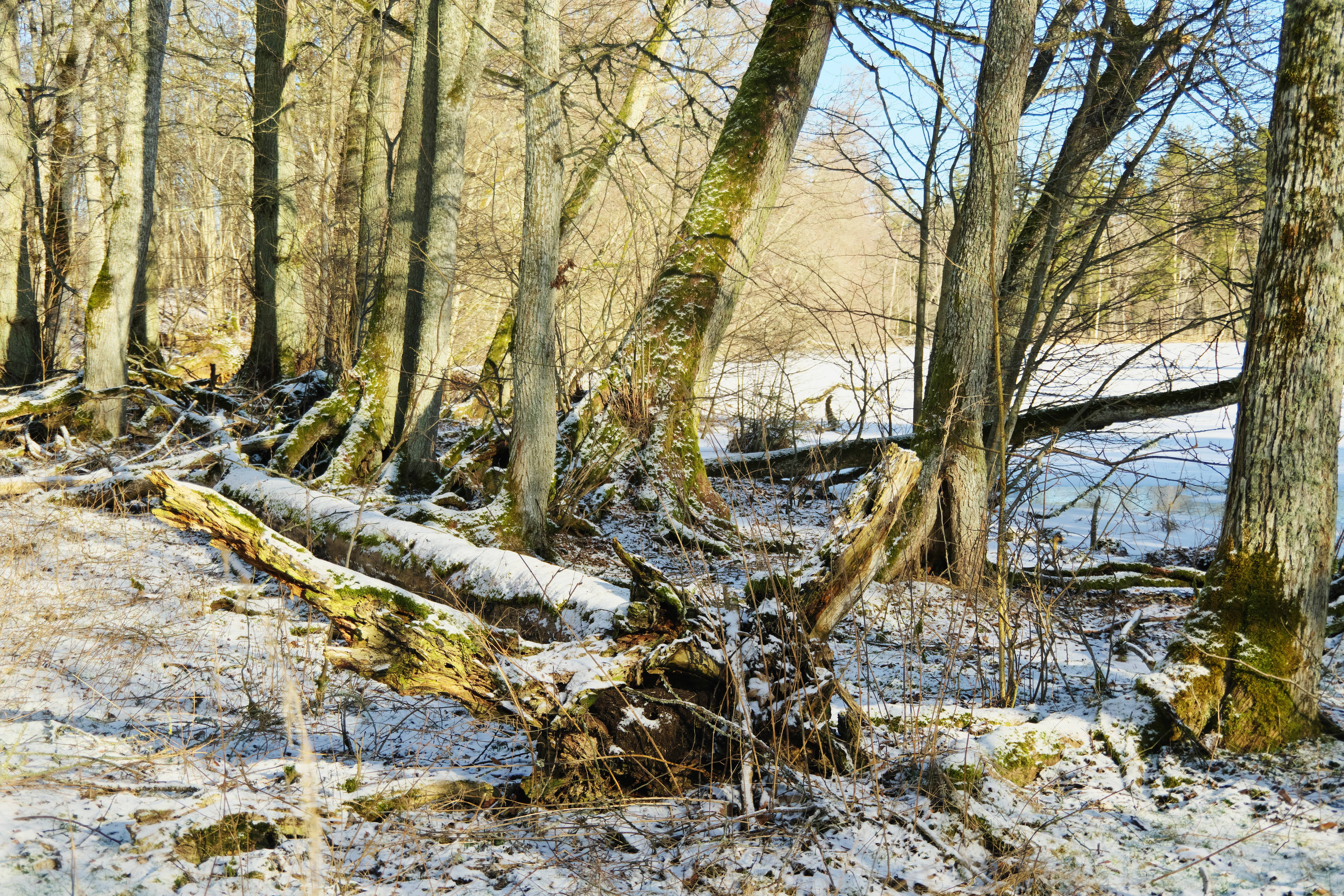